# 蓋爾·W·麥基
盖尔·威廉·麦吉（Gale William McGee，1915年3月17日—1992年4月9日）是民主党籍的美国参议院議員，曾担任美国驻美洲国家组织大使。1959年至1977年期间，他担任美国参议院议员，其選區位於怀俄明州。

## 早期生活
麦吉生于內布拉斯加州林肯。1936年，他从威恩州立學院毕业，并在攻读科羅拉多大學波德分校历史硕士学位的同时，在一所高中執教。后来他在內布拉斯加衛理公會大學、爱荷华州立大学和聖母大學担任讲师。1946年，麦吉获得了芝加哥大学頒發的历史博士学位。

## 怀俄明大学
在获得博士学位后不久，麦吉成為怀俄明大学教授，研究方向為美国历史。不久之后，他创办并担任该大学国际事务研究所的主席。